# سیبه‌کارسپل
سیبه‌کارسپل (به هلندی: Sijbekarspel) یک منطقهٔ مسکونی در هلند است که در میدم‌بلیک واقع شده‌است. سیبه‌کارسپل ۳۲۰ نفر جمعیت دارد.